# Schutterij Broederschap St. Andreas Melick
Schutterij Broederschap St. Andreas uit het Limburgse Melick, gemeente Roerdalen is een actieve vereniging die is (her-)opgericht in 1632. De schutterij is geüniformeerd in een militair tenue naar Nederlands origine, en aangesloten binnen de Oud Limburgse Schuttersfederatie bij de Midden-Limburgse Schutters Bond (MLSB) Roermond en omstreken. Geüniformeerd bestaat de schutterij uit een breeddrager, tambour-maître, muziekkorps, marketentsters, vaandrig, koning(s)paar, keurkorps, grenadiers en commandant. Buiten de ceremoniële taken bedrijven de leden van de schutterij ook schietsport. Dit doet men met de daarvoor bestemde historische "zware buks" ofwel "Limburgse Schutterijbuks". 
Op maatschappelijk gebied is de Schutterij Broederschap St. Andreas zeer actief binnen de dorpsgemeenschap. De vereniging luistert diverse evenementen op zoals Koningsdag, sint Nicolaas en sint Maarten. Haar eigen verenigingslokaal "t Sjöttequarteer" biedt een warm thuis voor diverse verenigingen en stichtingen. Voor de inzameling van oud-papier, textiel en oud-ijzer exploiteert Schutterij Broederschap St. Andreas een milieuparkje gelegen direct naast "t Sjöttequarteer". De nauwe band met de st. Andreaskerk wordt onderstreept door de aanwezigheid van de schutterij tijdens de eucharistievieringen op Hemelvaartsdag en de viering van de H. Andreas.  
Het ledenaantal van de schutterij schommelt de laatste jaren rond de 60 leden. Hiervan zijn ongeveer 35 leden actief.   

## Geschiedenis
De Melicker schutterij St. Andreas is wellicht ouder dan 1632. De eerste schriftelijke vermelding wordt gevonden in een reglement uit 1778 waarin verwezen wordt naar het oude reglement uit 1632. Een ander tastbaar bewijs is een zilveren koningsschild uit 1652. Dit zilveren schild draagt als opschrift Ao 1652; TILMAN FREDERICKS en een gegraveerd kruis.
Bekijken we Schutterij Broederschap St. Andreas als een voortzetting van de Broederschap St. Andreas, dan gaat de ouderdom terug tot 1533. De Broederschap St. Andreas Melick wordt genoemd in een visitatieverslag gedateerd 19 juni 1533. Een van de taken die de Broederschap St. Andreas uitvoerde ten behoeve van de St. Andreaskerk in Melick was de armenzorg. Deze taak werd tot laat in de 19e eeuw uitgevoerd door de Schutterij Broederschap St. Andreas.

## Koningen
Het belangrijkste evenement van het jaar is het koningsvogelschieten. Dit evenement werd in het weekend voor pinksteren in combinatie met Melickerkermis georganiseerd door de schutterij. Rond de jaren 30 van de twintigste eeuw is de schutterij niet meer verantwoordelijk voor de organisatie van de kermis. Omstreeks 1963 verschuift het Koningsvogelschieten naar Hemelvaartsdag. Er wordt geschoten op een houten koningsvogel. Hij of zij die de laatste vogelresten weet af te schieten, is voor één jaar koning van de schutterij. Hij of zij die drie opeenvolgende jaren koning van de schutterij is, wordt geïnstalleerd tot keizer van de schutterij. De keizerlijke titel wordt behouden tot een nieuwe koning geïnstalleerd wordt tot keizer.
Een koning draagt een kazuifel van eeuwenoude zilveren koningsschilden over zijn uniform. Hij wordt meestal vergezeld door een koningin. Een vrouwelijke schutterskoning draagt een verkorte versie van het koningszilver. Zowel koninginnen als vrouwelijke schutterskoningen zijn veelal uitgedost in fraaie avondjurken, welke aangepast op de uniformen van de schutterij.
Voor zover bekend zijn dit alle koningen van Schutterij Broederschap St. Andreas:
- 1652 - Tilman Fredericks
- 1653 - Melchior Birmans
- 1656 - Johan von Vlodorff
- 1660 - Iacob Iansen
- 1668 - Peter Zimmermans
- 1707 - Hendrik Revten
- 1743 - Mater Golsmit
- 1743 - Leonardus Esser
- 1779 - Leonardus Muser
- 1780 - Reineer Wackers
- 1781 - Reineer Wackers
- 1782 - Iohannes Sinck
- 1822 - Gerardus Plumackers
- 1824 - Gerardus Plumackers
- 1825 - Gerardus Plumackers
- 1827 - Gerardus Plumackers
- 1828 - Gerardus Plumackers
- 1829 - Gerardus Plumackers, Keizer
- 1856 - Mathuas Cassi van Volletellina
- 1857 - Mathuas Cassi van Volletellina
- 1858 - Mathuas Cassi van Volletellina, Keizer
- 1867 - Godfried van Montfort
- 1868 - Thomas Wassen
- 1870 - Frans Schmitz
- 1871 - Joseph Thissen
- 1872 - Gerard Schmitz
- 1873 - Cornelis van Cann
- 1874 - L. Allers
- 1875 - Cornelis van Cann
- 1877 - Leonard Janssen
- 1878 - Leonard Janssen
- 1879 - W. Lechner
- 1880 - W. Lechner
- 1881 - Jacob Smeets
- 1882 - Willem Wolters
- 1883 - Willem Wolters
- 1884 - Fabri
- 1885 - Herman Heemels
- 1886 - Piet Claassen
- 1887 - Willem Wolters
- 1889 - Peter Erdkamp
- 1890 - Arnold Lechner
- 1891 - Arnold Lechner
- 1892 - Peter Erdkamp
- 1893 - Wolters
- 1894 - W. Lechner
- 1895 - Palmen
- 1896 - Willem Frenken
- 1897 - Arnold Lechner
- 1898 - G. Fabri
- 1899 - Hendrik van Birgelen
- 1900 - Arnold Lechner
- 1901 - Jean Claessen
- 1902 - Peter Schoemakers
- 1903 - P. Faems
- 1904 - P. Faems
- 1905 - Hubert Hansen
- 1906 - H. Erdkamp
- 1908 - J. Beursgens
- 1909 - J. Beursgens
- 1910 - Hendrik Classen
- 1911 - J. Peters
- 1912 - Cornelis Lechner
- 1920 - J. Allers
- 1921 - Arnold Lechner
- 1922 - Henri Claessen
- 1923 - Henri Lintjens
- 1925 - Arnold Lechner
- 1926 - Arnold Lechner
- 1927 - Arnold Lechner, Keizer
- 1928 - Henri Lintjens
- 1929 - J. Munnichs
- 1930 - Peter Ingenhut
- 1931 - Jos Philips
- 1932 - A. Philips
- 1933 - Jos Janssen
- 1934 - Jos Janssen
- 1935 - Hub. Puts
- 1936 - Frits van Cann
- 1938 - Gerard Philips
- 1939 - Mr. Thei van Geldrop, burgemeester van Melick-Herkenbosch
- 1947 - Andrees Dohmen en Elisabeth Janssen
- 1948 - Cornelis Claessen en Sophie Hendrikx
- 1949 - Cornelis Franssen en Anna Munnichs
- 1950 - Willem Wolters
- 1951 - Herman Hendrikx en mej. Muyzers
- 1952 - Gerard Schmitz en Anna van Wandeloo
- 1953 - Jan Erdkamp en Anna Peters
- 1954 - Har Peters
- 1955 - Nelis Dohmen
- 1956 - Jan Coulen en echtgenote
- 1957 - August Philips
- 1958 - Willem Wolters en Annie Tonnaer
- 1959 - Jos Erdkamp
- 1960 - Harrie Wolters
- 1961 - Jan Wolters
- 1962 - Jan Wolters
- 1963 - Jan Wolters, Keizer
- 1964 - Wim Biermans
- 1965 - Jan Biermans
- 1966 - Ton Tegels
- 1967 - Harrie Biermans
- 1968 - John Claessen en Marjo Claessen
- 1969 - Jeu Minkenberg en vriendin
- 1970 - Jacq Biermans en Tiny Lutgenau
- 1971 - Jacq Sibierski
- 1972 - John Claessen
- 1973 - Wim Biermans en Agnes van Cruchten
- 1974 - Wiel Hendrikx en Wilma Hendrikx
- 1975 - Jo Timmermans en An Timmermans
- 1976 - Bart Allers en Toos van Cann
- 1977 - Arnold van Riessen en Marleen Peggen
- 1978 - Wiel Knops en Sofie van Riessen
- 1979 - Jan Huskens en Jaqueline Huskens
- 1980 - Jo Erdkamp en Anja Spee
- 1981 - Bart Allers en Toos Allers- van Cann
- 1982 - Bart Allers en Toos Allers- van Cann
- 1983 - Wil Cox en Anja Spee
- 1984 - Peter Janssen en Yvonne Beckers
- 1985 - Wil Cox en Diana Cox
- 1986 - Jan Huskens en Jaqueline Huskens
- 1987 - Jes Tonnaer en Wiel Tonnaer
- 1988 - Wim Biermans en Agnes Biermans- van Cruchten
- 1989 - Wim Biermans en Agnes Biermans- van Cruchten
- 1990 - Har Van Melick jr. en Marlies Van Melick- Ragas
- 1991 - John Leibbrand en Monique Janssen
- 1992 - Wiel Peters en Tiny Peters- Odekerken
- 1993 - Wil Cox en Diana Cox
- 1994 - Wendy Timmermans
- 1995 - Har Van Melick jr. en Marlies Van Melick- Ragas
- 1996 - Chrit Wolfhagen en Lisette Wolfhagen
- 1997 - Henny Kristus- Deneer
- 1998 - Wim Biermans en Jolanda Biermans
- 1999 - Har Van Melick jr. en Marlies Van Melick- Ragas
- 2000 - Thei Ramaekers en Mia Ramaekers- Erdkamp
- 2001 - Har Van Melick jr. en Marlies Van Melick- Ragas
- 2002 - John Cox en Til Cox- Hövelings
- 2003 - John Cox en Til Cox- Hövelings
- 2004 - Har Van Melick jr.
- 2005 - Maurice van Kessel en Bianca Kristus
- 2006 - Bianca Kristus
- 2007 - Har Van Melick jr.
- 2008 - Yvonne van Kimmenade
- 2009 - Elvera Meuwissen
- 2010 - Paul Verhezen en Ingrid Van Melick- Paardekam
- 2011 - André Dohmen en Elvera Meuwissen
- 2012 - Niek Cuypers en Denise Leenders
- 2013 - André Dohmen en Elvera Dohmen- Meuwissen
- 2014 - André Dohmen en Elvera Dohmen- Meuwissen
- 2015 - Ingrid Van Melick- Paardekam
- 2016 - Geert Cuijpers  en Simone Cuijpers
- 2017 - Niek Cuypers en Lian Hamans
- 2018 - Larissa Hövelings
- 2019 - Sanne Leibbrand
- 2020 - geen koning vanwege de corona-pandemie
- 2021 - geen koning vanwege de corona-pandemie
- 2022 - Ingrid Paardekam
- 2023 - Dwight Kramer en Janou Kramer

## Bestuur
In het verleden kende de schutterijen geen bestuursfunctionarissen zoals deze heden ten dage bestaan. Het bestuur van de schutterij werd gevormd door de rangen Kolonel, Kaptein, Luitenant en Vaandrig. Tussen 1864 en 1884 is er ook een Majoor in functie, wetende Dhr. J.C. Peters. Sinds 1896 is de militaire functie afgeschaft en worden de moderne benamingen toegepast. De leiders van St. Andreas zijn voor zover als volgt bekend.
- 1868 - 1889 Dhr. J. Janssen, Kolonel der Schutterij
- 1890 - 1893 Peter Erdkamp, Kaptein der Schutterij (in deze periode is er geen Kolonel)
- 1894 - Dhr. M. Schmitz, Kolonel der Schutterij
- 1895 - Dhr. H. Janssen, Kolonel der Schutterij
- 1896 - 1899 Dhr. H. Janssen, Voorzitter
- 1900 - Dhr. M. Schmitz, Voorzitter
- 1901 - 1939 Jean Claessen, Voorzitter
- 1945 - 1959 Paul Hendrikx, voorzitter
- 1960 - Harrie Erdkamp, interim voorzitter
- 1961 - 1985 Wiel Hendrickx, voorzitter
- 1985 - 2002 Wim Biermans, Voorzitter
- 2002 - 2004 John Cox, Voorzitter
- 2005 - Wiel Peters, Interim Voorzitter
- 2006 - 2012 Dirk van Melick, Voorzitter
- 2012 - heden Paul Verhezen, Voorzitter / Commandant der Schutterij

## Dorpsschieten
In 1975 is er een brief opgesteld waarin de burgerij van Melick wordt opgeroepen voor een "schietwedstrijd voor verenigingen" op 13 juli 1975. Er is een minimumleeftijd van kracht zestien jaar. De te vormen zestallen mogen maximaal uit twee leden van de schutterij bestaan. Het inschrijfgeld bedraagt HFL 10,-- per zestal. De winnaars van het eerste uur zijn niet meer te achterhalen. (In het "Melicks-Oud Nieuws Blad" nr. 24 staat op pag. 29 vermeld dat dit in 1975 "de Scherpschutters" waren.)
De winnaars op een rijtje:
- 1975 - De Scherpschutters
- 1976 - Fanfare Concordia Melick
- 1977 - KV de Markoef
- 1978 - Scouting Melick- Herkenbosch
- 1979 - Familie Wolters- Smeets
- 1980 - SV de Scherpschutters
- 1981 - Familie Hendrikx
- 1982 - Aad Prinse
- 1983 - Aad Prinse
- 1984 - SV de Scherpschutters
- 1985 - SV de Scherpschutters
- 1986 - Altijd mis
- 1987 - Lintafoom BV
- 1988 - Café de Sport
- 1989 - Café Aad Melick
- 1990 - Familie Ramaekers- Erdkamp
- 1991 - Handboogvereniging Juist Gericht
- 1992 - Café Aad Melick
- 1993 - Aad Prinse
- 1994 - Garage Hogeboom Posterholt
- 1995 - Geen verenigingsschieten i.v.m. bouw Sjöttequarteer
- 1996 - Raod van Ellef - KV de Markoef
- 1997 - De Drempelmèn
- 1998 - Familie Ramaekers- Erdkamp
- 1999 - S.B.M. Groep
- 2000 - Trafficon B.V.
- 2001 - De Paddesjteulkes
- 2002 - Familie Hövelings
- 2003 - KV de Markoef
- 2004 - Café de Sport
- 2005 - Familie Janssen
- 2006 - Fluit- & trommelkorps St. Andreas Melick
- 2007 - Get Biejein
- 2008 - Fluit- & trommelkorps St. Andreas Melick (gedeeld 1e)
- 2008 - Cafetaria 't Heukske (gedeeld 1e)
- 2008 - Joekskepèl de Sauswauze (gedeeld 1e)
- 2009 - De Beul
- 2010 - TWC Rust Roest Roerdalen
- 2011 - Zeer weinig kans
- 2012 - Café de Sport
- 2013 - Familie Bremmers
- 2014 - Frenken Design 7
- 2015 - ...
- 2016 - 6x3 Wolters
- 2017 - Familie Wolters- Wolters